# 程文彝
程文彝（？—？），字銘仲，號拌園。江南休寧縣（今安徽休寧縣）人。清朝政治人物。

## 生平
康熙三年（1664年）中式甲辰科進士。選翰林院庶吉士，散館改刑部主事。官至兵部侍郎。